# سادي روبرتسون
سادي كارواي روبرتسون (بالإنجليزية: Sadie Robertson)‏ (ولدت في 11 يونيو 1997) ممثلة أمريكية ونجمة تلفزيوني واقعي على قناة اي آند أي في عرض تلفزيون الواقع  سلالة داك .

## روابط خارجية
- سادي روبرتسون على موقع IMDb (الإنجليزية)
- سادي روبرتسون على موقع ألو سيني (الفرنسية)
- سادي روبرتسون على موقع ميوزك برينز (الإنجليزية)
- سادي روبرتسون على موقع أول موفي (الإنجليزية)
- سادي روبرتسون على موقع قاعدة بيانات الفيلم (الإنجليزية)
- YouTube Channel Introduction